# Satz von Stone-Weierstraß
Der Approximationssatz von Stone-Weierstraß (nach Marshall Harvey Stone und Karl Weierstraß) ist ein Satz aus der Analysis, der sagt, unter welchen Voraussetzungen man jede stetige Funktion durch einfachere Funktionen beliebig gut approximieren kann.

## Satz
Jede Unteralgebra P der Funktionenalgebra A der stetigen reellwertigen oder komplexwertigen Funktionen auf einem kompakten Hausdorff-Raum M,
- die punktetrennend ist: {\displaystyle \forall x\neq y\in M:\exists g\in \mathbf {P} :\;g(x)\neq g(y)},
- für die keine ihrer Auswertungsfunktionen die Nullfunktion ist: {\displaystyle \forall x\in M:\exists g\in \mathbf {P} :g(x)\neq 0},
- und die – im Falle, dass der Grundkörper {\displaystyle \mathbb {K} } der Körper der komplexen Zahlen ist – bezüglich komplexer Konjugation abgeschlossen ist, für die also mit jedem {\displaystyle f\in \mathbf {P} } auch die zugehörige konjugiert komplexe Funktion {\displaystyle {\overline {f}}\colon X\to \mathbb {K} ,x\mapsto {\overline {f(x)}},} in P enthalten ist,

liegt bezüglich der Topologie der gleichmäßigen Konvergenz dicht in A.
Das bedeutet: Jede stetige Funktion von M in den Grundkörper {\displaystyle \mathbb {K} } kann unter den angegebenen Voraussetzungen durch Funktionen aus  P  beliebig gut gleichmäßig approximiert werden.

## Folgerungen
- Dieser Satz ist eine Verallgemeinerung des Approximationssatzes von Weierstraß, wonach man jede stetige Funktion gleichmäßig auf einem kompakten Intervall durch Polynome approximieren kann. Dieser Spezialfall kann leicht aus dem obigen allgemeinen Satz hergeleitet werden, wenn man als Unteralgebra P die Menge der Polynome nimmt (s. auch Bernsteinpolynome).
- Eine weitere wichtige Folgerung (oft ebenfalls als Approximationssatz von Weierstraß bezeichnet) ist, dass jede stetige 2π-periodischen Funktion {\displaystyle f:\mathbb {R} \to \mathbb {C} } gleichmäßig durch trigonometrische Polynome (d. h. Linearkombinationen von {\displaystyle \sin(nx)} und {\displaystyle \cos(nx)} mit {\displaystyle n\in \mathbb {N} _{0}} oder äquivalent Linearkombinationen von {\displaystyle \exp(nix)} mit {\displaystyle n\in \mathbb {Z} }) approximiert werden kann (eine konkrete Approximation dieser Art liefert der Satz von Fejér). Jedoch impliziert das nicht, dass die Fourierreihe von {\displaystyle f} eine gleichmäßig stetige Approximation der Funktion {\displaystyle f} darstellt. Tatsächlich ist es sogar möglich, dass die Fourierreihe von {\displaystyle f} noch nicht einmal punktweise gegen {\displaystyle f} konvergiert.
- Mittels der Alexandroff-Kompaktifizierung überträgt sich der Satz auch auf den Raum der {\displaystyle C_{0}}-Funktionen (siehe dort) auf einem lokalkompakten Hausdorff-Raum.

## Historie
1885 veröffentlichte Weierstraß einen Beweis seines Satzes. Unabhängig davon fanden mehrere Mathematiker weitere Beweise, etwa Runge (1885), Picard (1891), Volterra (1897), Lebesgue (1898), Mittag-Leffler (1900), Fejér (1900), Lerch (1903), Landau (1908), de La Vallée Poussin (1912) und Bernstein (1912).

## Verallgemeinerungen
Zum Approximationssatz von Stone-Weierstraß wurden mehrere Verallgemeinerungen gefunden, so etwa der Satz von Bishop. Mit beiden Sätzen eng verbunden ist das Lemma von Machado, mit dessen Hilfe eine verallgemeinerte Fassung des Approximationssatzes von Stone-Weierstraß hergeleitet werden kann, welche diesen auf beliebige Hausdorffräume und die dazu gehörigen Funktionenalgebren der im Unendlichen verschwindenden stetigen Funktionen ausdehnt.